# Pycnonotus goiavier
Pycnonotus goiavier е вид птица от семейство Pycnonotidae.

## Разпространение
Видът е разпространен в Бруней, Виетнам, Индонезия, Камбоджа, Лаос, Малайзия, Мианмар, Сингапур, Тайланд и Филипините.